# Drepanolejeunea
Drepanolejeunea là một chi rêu trong họ Lejeuneaceae.